# Universal (musikalbum av Borknagar)
Universal är det norska black metal-bandet Borknagars åttonde studioalbum. Albumet utgavs 2010 av skivbolaget Indie Recordings. Albumet har utgivits i 6 versioner, bland annat med bonusspår och DVD som visar inspelningen av albumet.

## Låtlista
1. "Havoc" – 6:42
2. "Reason" – 6:55
3. "The Stir of Seasons" – 4:01
4. "For a Thousand Years to Come" – 6:46
5. "Abrasion Tide" – 7:14
6. "Fleshflower" – 3:28
7. "Worldwide" – 6:59
8. "My Domain" – 4:49

Bonusspår
1. "Coalition of the Elements" – 5:42
2. "Loci" (instrumental) – 2:03

Alla låtar skrivna av Øystein G. Brun utan spår 2 som är skriven av Brun/Lars A. Nedland, spår 5 skriven av Brun/Vintersorg och spår 6 skriven av Nedland.

## Medverkande
Musiker (Borknagar-medlemmar)
- Vintersorg (Andreas Hedlund) – sång
- Øystein Garnes Brun – gitarr
- Jens F. Ryland – gitarr
- David Kinkade – trummor
- Lars Are Nedland – keyboard, piano, bakgrundssång, trummor, sång
- Erik Tiwaz (Jan Erik Torgersen aka Tyr) – basgitarr

Bidragande musiker
- ICS Vortex (Simen Hestnæs) – sång (spår 8)

Produktion
- Borknagar  – producent, ljudtekniker
- Børge Finstad – producent, ljudtekniker, ljudmix
- Lars Jensen – ljudtekniker
- Øystein Garnes Brun – ljudmix
- Peter In de Betou – mastring
- Alexander Benjaminsen – foto
- Marcelo Vasco – omslagskonst
- Christophe Szpajdel – logo

### Fotnoter
1. ↑  Universal på discogs.com